# Червоний Гай (Житомирський район)
Червоний Гай — село в УУкраїні, у Житомирському районі Житомирської області. Входить до складу Старосілецької сільської громади. Населення становить 52 особи.